# Centre Parroquial de Llimiana
El Centre Parroquial és un edifici del municipi de Llimiana (Pallars Jussà) inclòs a l'Inventari del Patrimoni Arquitectònic Català .

## Descripció
Edifici entre mitgeres de dues plantes d'alçada, celler i golfa. Coberta a dues vessants, amb teula àrab i carener paral·lel al carrer. La façana està estucada formant ressalts en les obertures, amb escut a les llindes. El ritme d'obertures segueix una simetria amb eix central únic, d'esquema barroc. Corona la façana un senzill ràfec que amaga les teules de la coberta.

## Història
Va ésser local del "TELE-CLUB" durant l'època franquista.